# Itambaracá
Itambaracá est une municipalité brésilienne située dans l'État du Paraná.